# Marianne Rundström
Inga Marianne Rundström, född 10 januari 1951 i Ovansjö, är en svensk journalist, programledare och föreläsare. Hon har arbetat på Sveriges Television som ett av kanalens nyhetsankare.

## Biografi
Marianne Rundström arbetade först på Sveriges Radio, bland annat på Dagens Eko, Studio Ett, Tendens, Förmiddag och lokala program i Värmland.

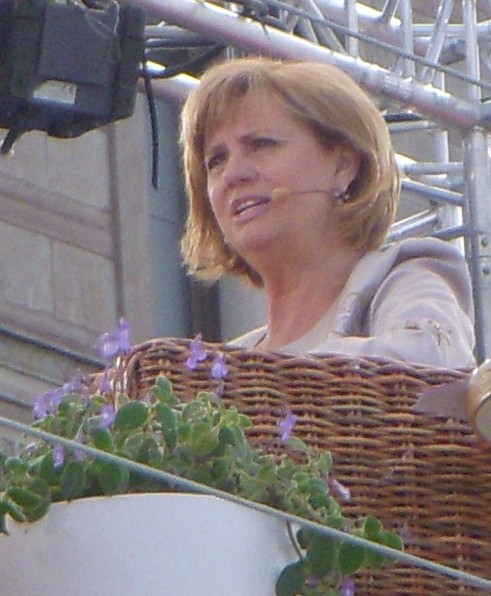
Marianne Rundström i Gomorron Sverige i samband med Kronprinsessparets bröllop 2010.

Rundström gick över från Sveriges Radio till SVT strax innan hon fyllde 50. Sedan nyår 1995/1996 var hon programledare för Gomorron Sverige. Hon har även varit programledare för bland annat valvakan 2002 tillsammans med Claes Elfsberg, USA:s presidentval 2004, partiledardebatten i valet 2006, Planeten 2006 och Engla Höglunds begravning 2008. Hösten 2010 tog hon över som en av programledarna för programmet Agenda efter att Karin Hübinette omplacerats inom SVT då Hübinettes syster tillträtt som statsråd i Regeringen Reinfeldt.
Rundström slutade på SVT strax innan hon fyllde 67 och har därefter verkat som föreläsare och haft uppdrag för andra medieföretag. 2016 utsågs hon till årets senior av tidningen Senioren.

## Om åldersdiskriminering
Rundström uppfattade att sedan hon fyllde 58 så blev hon inte längre tillfrågad om att delta i stora projekt där medarbetare handplockades från hela SVT. Flera erfarna SVT-medarbetare uttryckte liknande kritik. År 2016 gav hon ut boken Passé − de ofrivilliga pensionärerna och ifrågasatte policyn att de som fyllt 67 inte får behålla sin fasta anställning på SVT eller Sveriges Radio samt belyste att det saknas jämställdhet i Sverige när det gäller ålder. Rundströms anställning på SVT avslutades i juli 2017. Hon har därefter skrivit för webbplatsen News55.

## Övrigt
Ingvar Oldsberg och Sofia Wistam har uppgivit Rundström som en programledarförebild.